# Святилище Ісуса Конгоньяського
20°29′59″ пд. ш. 43°51′28″ зх. д. / 20.49972° пд. ш. 43.85778° зх. д.
Святилище Ісуса Конгоньяського (порт. Santuário do Bom Jesus de Congonhas) — базиліка, розташована в місті Конгоньяс (Congonhas) в штаті Мінас-Жерайс. Відома своїм архітектурним стилем та своїми скульптурами. Вона була спроєктована Алейжадінью, одним з найвидатніших архітекторів стилю бароко у світі. Стеатитові скульптури старозаповітних пророків на терасі вважаються одними з його найкращих робіт. З 1985 року входить до списку Світової спадщини ЮНЕСКО.
Згідно з легендою, храм був зведений на кошти Фелісіано Мендеса, португальського іммігранта, який і вирішив побудувати тут базиліку, яка схожа на базиліку розташовану в його рідному місті Брага в Португалії. Фактично ж будівництво комплексу на пагорбі над містом Конгоньяс почалося вже після смерті Мендеса, в 1773 році, і тривало протягом кінця XVIII і початку XIX століття.
Комплекс включає в себе церкву в стилі рококо, розташовані на великій галявині під пагорбом з церквою сім каплиць Хресної дороги зі сценами із зупинок Христа на цьому шляху і Страстей Христових, і розташовані уздовж сходів, що ведуть до храму, скульптури пророків роботи Алейжадінью.
Фасад церкви виконаний в стилі бароко, тоді як внутрішні приміщення церкви — в стилі колоніального рококо. Уздовж сходів, що ведуть до церкви, встановлено дванадцять скульптур пророків Старого Завіту, за розмірами перевищують натуральну величину. Скульптури пророків були вирізані Алейжадінью з талькохлориту в період 1800—1805 років.
Сім каплиць Хресної дороги, розташовані нижче церкви, прикрашені кольоровими скульптурними групами, виконаними також Алейжадінью, що відображають різні сюжети з останніх днів земного життя Христа (від Таємної вечері до Розп'яття). Будівництво каплиць було завершено в 1809 році.